# Rosneath
Rosneath est un village dans l'Argyll and Bute, en Écosse. Il se trouve sur la rive ouest du Gare Loch, et à 3 kilomètres au nord-ouest de la pointe de la péninsule de Rosneath.